# Cañizo
Cañizo è un comune spagnolo di 309 abitanti situato nella comunità autonoma di Castiglia e León.